# David Jurado Mora
David Jurado Mora (Villafranca de Córdoba, provincia de Córdoba, 1977) es un periodista y escritor novel español.

## Biografía

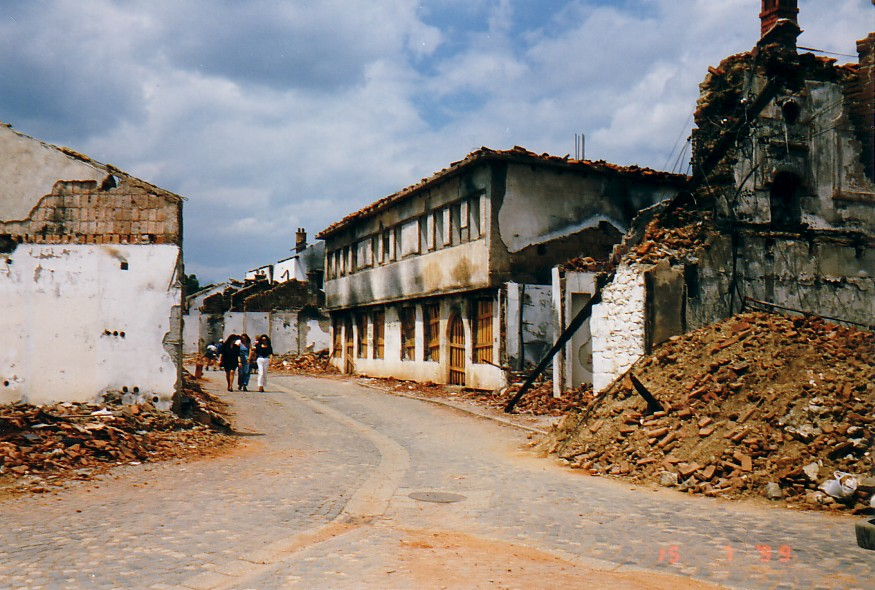
Aspecto de la calle de una localidad kosovar durante la Guerra de 1999.

Cursó estudios primarios en su pueblo natal y de bachillerato en el Instituto de Enseñanza Secundaria Santos Isasa, de Montoro. 
Es Licenciado en Ciencias de la Información, con especialidad en la rama de Periodismo, por la Universidad de Sevilla. 
Ha trabajado como periodista en varios medios de prensa escrita y audiovisual (televisiones locales), tanto en Córdoba capital como en algunos municipios de la provincia. 
Su trayectoria profesional comenzó, a finales de la década de los 90, en el ahora desaparecido Diario de Andalucía. 
En 2001 se incorporó a la plantilla de El Día de Córdoba (diario del Grupo Joly), en funciones de redactor, en desempeño de las cuales fue enviado especial a la Guerra de Kosovo, en marzo de 2003. 
Está especializado en información y divulgación de cuestiones derivadas de la problemática urbanística. 
En febrero de 2006 comenzó a desempeñar su labor profesional en la edición cordobesa del diario de difusión gratuita 20 Minutos, del que se le ha nombrado responsable para su delegación en Córdoba desde el 18 de junio de 2007. 
Desde enero de 2010 y hasta la actualidad ejerce como redactor en el periódico ABC Córdoba.

## Publicaciones
En coautoría, junto con el chef Timoteo Gutiérrez Rodríguez, ha escrito el libro titulado Córdoba en la Mesa, publicado en mayo de 2007. ISBN 978-84-611-6319-9.